# Kožuchov
Kožuchov este o comună slovacă, aflată în districtul Trebišov din regiunea Košice. Localitatea se află la altitudinea de 106 m deasupra n.m., se întinde pe o suprafață de 5,87 km2 și în 2017 număra 205 locuitori.

## Istoric
Localitatea Kožuchov este atestată documentar din 1330.

## Demografie
| An:                | 1994 | 2004   | 2014    | 2024    |
| ------------------ | ---- | ------ | ------- | ------- |
| Număr de persoane: | 231  | 236    | 203     | 171     |
| Diferență:         |      | +2,16% | −13,98% | −15,76% |

| An:                | 2023 | 2024   |
| ------------------ | ---- | ------ |
| Număr de persoane: | 173  | 171    |
| Diferență:         |      | −1,15% |